# أمراض مرتبطة بالرعاية الصحية
الأمراض المرتبطة بالرعاية الصحية أو الأمراض المكتسبة في المستشفيات (بالإنجليزية: Healthcare-associated infections HAIs)‏ هي الأمراض التي تظهر أعراضها عادة بعد 48 ساعة من دخول المريض إلى المستشفى أو بعد عامين من خروجه منها. الإصابات المكتسبة في المستشفيات تشكل تهديداً حقيقياً لأمان المرضى في المستشفيات و تصيب ملايين الناس حول العالم و قد تؤدي للوفاة. حتى في أفضل المستشفيات يتعذر اجتناب هذا النوع من الاصابات و يصعب علاجها. تنتشر هذه الإصابات بسبب ضعف المناعة لدى المرضى و تواجدهم في محيط واحد و تكمن المشكلة في هذه الاصابات في مقاومتها للمضادات الحيوية.

## الأسباب
هذا الظهور العالمي لمقاومة المضادات الحيوية كان نتيجة للاستخدام الواسع الانتشار للمضادات الحيوية من نوع Broad-spectrum antibiotics و التي تؤدي إلى زيادة ظاهرة الضغط الانتقائي في البكتيريا selective pressure إضافة إلى الإهمال في وحدات السيطرة على العدوى و التي يسهل معها انتقال المسببّات المرضية المقاومة للمضادات الحيوية البكتيريا المقاومة للمضادات الحيوية تنتقل بين المرضى في المستشفيات عن طريق الأجهزة و الأدوات و السطوح الملوثة أو النواقل الإنسانية . شدة المرض المصاب به المريض قد يزيد من حساسيته للعدوى و كذلك الاستعمال المتزايد للاجراءات الطبية الحديثة.

## أنواع الإصابات
العدوى المكتسبة في المستشفيات قد تكون مرض مستوطن أو وباء ولكن الأمراض المستوطنة هي الأكثر شيوعاً. أكثر الاصابات المكتسبة في المستشفيات شيوعاً هي إصابات العمليات الجراحية ، اصابات الجهاز التنفسي و إصابات الجهاز البولي. في دراسة نشرتها منظمة الصحة العالمية سجلت أعلى نسبة لانتشار الاصابات المكتسبة بين مرضى وحدات العناية المركزة و الوحدات الجراحية. معدلات الإصابة تكون أعلى بين المرضى ذوي الحساسية الشديدة بسبب كبر السن أو ضعف المناعة الحاد أو المرضى تحت العلاج الكيماوي. العديد من البكتيريا ، الفيروسات ، الفطريات والطفيليات. المختلفة قد تسبب هذا النوع من الاصابات المرتبطة بالرعاية الصحية. الإصابة قد تكون بسبب اكتساب الكائنات الممرضة من مريض آخر أو بسبب الفلورا الطبيعية لنفس المريض أو بسبب الأدوات الملوثة.
الأدوية و العقاقير المستخدمة لتثبيط مناعة مرضى زراعة الأعضاء تجعلهم أكثر عرضة للإصابة نتيجة لضعف مقاومتهم.
حدوث الإصابات في الجلد أو الأغشية المخاطية و التي تعتبر خط الدفاع المناعي الأول و سوء التغذية قد يزيدان من خطر العدوى.
إصابات العمليات الجراحية من أكثر الإصابات حدوثاً ويتفاوت معدل الإصابة بها من 0.5 إلى 15٪ ويعتمد ذلك على نوع العملية وحالة المريض. يكتسب هذا النوع من الإصابات عادة أثناء العملية إما عن طريق الأجهزة الطبية أو الفلورا الطبيعية الموجودة على الجلد. أو الفلورا الطبيعية للمواقع القريبة من موضع الجراحة أو ( نادراً ) عن طريق نقل دم ملوث أثناء العملية. عوامل الخطورة تعتمد على نسبة حدوث تلوث أثناء العملية، طول العملية وحالة المريض العامة، نوع التقنية الجراحية وخبرة الفريق الجراحي. 